# Davis (Virginia Occidentale)
Davis è un comune degli Stati Uniti d'America, situato nello Stato della Virginia Occidentale, nella Contea di Tucker.